# Sarcophyton roseum
Sarcophyton roseum är en korallart som beskrevs av Pratt 1903. Sarcophyton roseum ingår i släktet Sarcophyton och familjen läderkoraller. Inga underarter finns listade i Catalogue of Life.